# Bahnbetriebswerk Wolsztyn

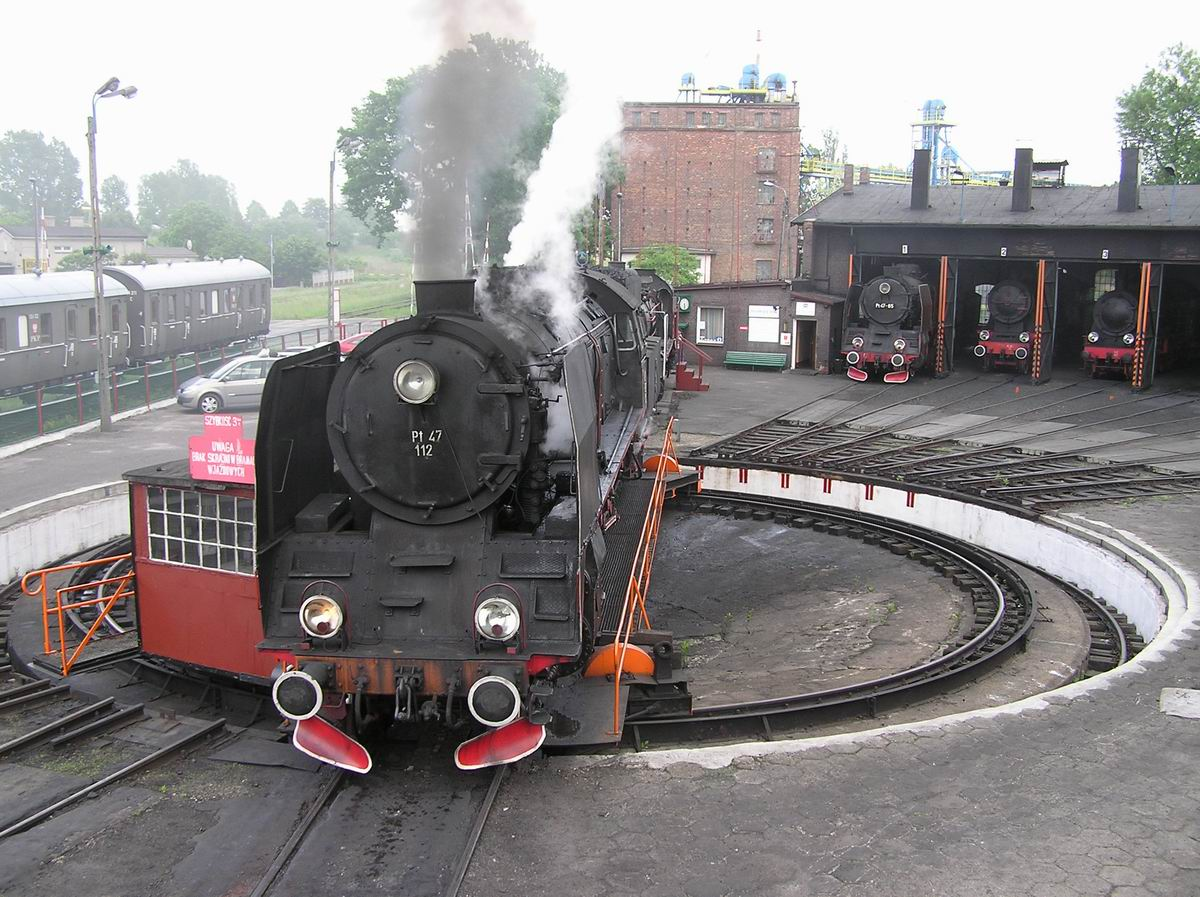
Bahnbetriebswerk in Wolsztyn

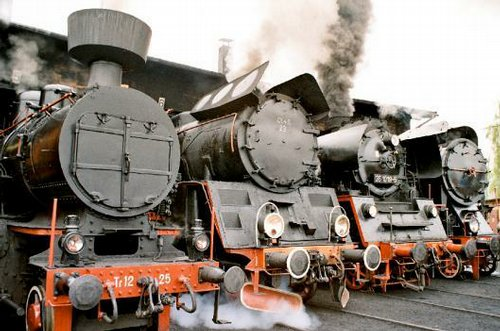
Dampflokomotiven im Betriebswerk Wolsztyn

Das Bahnbetriebswerk Wolsztyn (Parowozownia Wolsztyn) ist ein Lokomotivdepot in der Woiwodschaft Großpolen in Polen, das bis heute Dampflokomotiven beheimatet und planmäßig einsetzt.

## Geschichte
Das heutige Bahnbetriebswerk Wolsztyn wurde 1886 am Eisenbahnknoten in Wollstein (polnisch Wolsztyn) von den Preußischen Staatseisenbahnen errichtet. 1908 wurde der Rundschuppen von vier auf acht Stellplätze erweitert. Es verfügt über ein Lokomotivdepot mit Ringlokschuppen und ist heute das letzte Bahnbetriebswerk in Polen, in dem für Personenzüge noch regelmäßig Dampflokomotiven eingesetzt werden. Ein Teil des Verwaltungsgebäudes ist als Museum eingerichtet. Im Freigelände und im ehemaligen Güterbahnhof werden verschiedene Eisenbahnfahrzeuge, Dampfkräne und verschiedene Dampflokomotiven ausgestellt. Seit 1993 findet hier alljährlich eine Dampflokparade statt, bei der Dampflokfreunde und Dampflokomotiven aus ganz Europa zusammenkommen.
Die vorhandenen betriebsfähigen Dampflokomotiven werden von der Gesellschaft Wolsztyn Experience unterhalten.